# Періодонтоз
Періодонто́з (також альвеоля́рна піоре́я, пародонтоз, амфодонтоз) — захворювання, що перебігає з ураженням тканин, які оточують корінь зуба.
Ознаки періодонтозу: запальне ураження ясен, свербіж і біль у них, пізніше — відставання ясен з утворенням глибоких ясневих кишень і гноєтечею з них, атрофія ясен та зубних альвеол.

## Клінічний перебіг
Захворювання починається непомітно, перебігає хронічно; трапляється переважно в осіб середнього і похилого віку.
При періодонтозі відбувається розсмоктування кісткової речовини зубних ямок (альвеол), в яких укріплені зуби, з подальшим розхитуванням зубів і навіть їхнім випадінням.
Виникає періодонтоз тоді, коли порушується живлення тканин, що оточують корінь зуба, внаслідок атеросклеротичних змін у їхніх судинах. Хвороба розвивається звичайно на ґрунті якого-небудь захворювання (ураження нервової та ендокринної системи, гіповітамінози, гострі інфекційні хвороби).
Періодонтоз нерідко погіршує перебіг інших захворювань (ревматизму тощо).

## Лікування
Лікування комплексне: видалення зубного каменю, застосування протизапальних засобів, вискоблювання ясневих кишень, призначення вітамінів та загальнозміцнюючих засобів, гемотерапія.
Ефективна фізіотерапія особливо на початку захворювання. Важливим засобом профілактики й лікування альвеолярної піореї є масаж ясен. Велике значення має диспансеризація хворих.